# Amorphophallus maxwellii
Amorphophallus maxwellii är en kallaväxtart som beskrevs av Wilbert Leonard Anna Hetterscheid. Amorphophallus maxwellii ingår i släktet Amorphophallus och familjen kallaväxter. Inga underarter finns listade.